# Sofija Loonska
Sofija Loonska (madžarsko Loozi Zsófia, nizozemsko Sofia van Loon, francosko Sophie de Looz) je bila ogrska kraljica, prva žena Géze I. Ogrskega, * okoli 1044/1046, † pred 1075. 
Po starih madžarskih virih je bila hči limburškega vojvode Arnulfa, sina limburškega vojvode Rudolfa in namurske grofice Luitgarde.  V resnici bi Arnulf lahko bil nizozemski grof Arnulf, oče Dirka III.

## Poroka in otroci
Sofija se je okoli leta 1062 ali 1063 poročila z ogrskim princem Gézo, poznejšim kraljem Gézo I. Ogrskim.  Domneva se, da sta se kasnejša zakonca morda srečala na dvoru Henrika IV., cesarja Svetega rimskega cesarstva, kamor je bil Géza poslan kot talec v letih 1062–1063. Géza naj bi bil takrat neporočen, saj za talce običajno niso pošiljali poročenih moških. 
Sofija je verjetno umrla kmalu potem, ko je njen mož postal kralj (vladal 1074–1077), saj je imel Géza že leta 1075 svojo drugo ženo, bizantinsko princeso Sinadeno. V zakonu z Gézo naj bi bilo rojenih sedem otrok, od katerih so znani samo trije: 
- Koloman (ok. 1065/70–1116), ogrski in hrvaški kralj,
- Álmoš (okoli 1068/71–1127, Konstantinopel), kandidat za ogrski prestol, in
- Katalina, ki je bila morda hči Gézine druge žene Sinadene.

Še dva sinova sta umrla v otroštvu, tri hčere, katerih imena niso znana, pa so dočakale polnoletnost. Ena od njiju je postala mati Ispána Borsa, kandidata za ogrski prestol, izgnanega v Konstantinopel, druga hči pa je postala mati Ivana, kandidata za ogrski prestol, ki je bil okoli leta 1130 usmrčen.